# Negril
Negril è una località balneare della Giamaica situata tra due dei 14 distretti amministrativi dell'isola detti parrocchie (parishes), precisamente tra quella del Westmoreland e quella di Hanover. Westmoreland è la parrocchia più ad ovest della Giamaica, situata sul lato sud dell'isola, ed include il centro culturale di Savanna-la-Mar.
Il centro di Negril, la scogliera del West End che arriva a sud della città e la parte meridionale della spiaggia di sette miglia, si trovano in Westmoreland. I resort più a nord e la spiaggia settentrionale ricadono nella parrocchia di Hanover. Entrambe le parrocchie fanno parte della contea di Cornwall.

## Storia

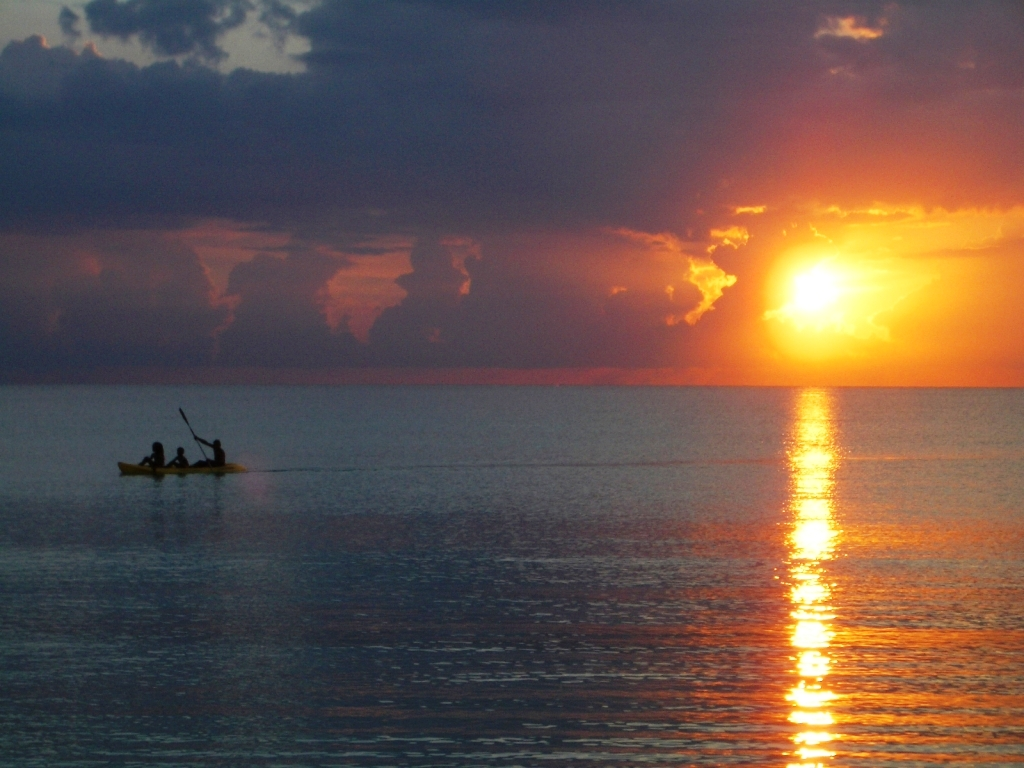
Tramonto sul mare di fronte alla 7-miles beach

Il nome Negril deriva da Negrillo, dato alla località dagli spagnoli nel 1494.
Anche se Negril ha una lunga storia, il suo nome non fu molto noto fino alla seconda metà del XX secolo.
In epoca coloniale, le due baie di Negril erano occupate da pirati che furono in seguito scacciati dalla marina britannica.
La Royal Navy scelse questo luogo come punto di partenza della flotta per l'assalto - poi fallito - a New Orleans durante la guerra del 1812 tra Inghilterra e Stati Uniti d'America.
Lo sviluppo di Negril come località turistica iniziò verso la fine degli anni cinquanta, nonostante la difficoltà di accesso all'area per le navi visto il basso fondale, che costringeva i viaggiatori a sbarcare al largo.
La reputazione di luogo molto ospitale crebbe con il passare del tempo e a metà degli anni sessanta furono costruiti i primi resort e hotel.
Agli inizi degli anni settanta, il rifacimento della strada che corre lungo la bianca spiaggia corallina fra Montego Bay e Negril, contribuì allo sviluppo della zona favorendo la costruzione di nuovi resort turistici.
Tra questi, nel 1977 fu inaugurato l'Hedonism II, un all inclusive aperto alla clientela naturista / nudista, famoso per i modi disinibiti.
Nel 1976 un piccolo aeroporto fu costruito nella località di Rutland Point.
La maggior parte degli hotel è specializzata per ospitare in inverno i turisti nordamericani, ma vi sono numerose strutture dedicate al mercato europeo.
Per anni Negril è stata indicata da molte riviste specializzate come una delle dieci migliori spiagge del mondo.
A nord si trovano i più grandi resort e hotel all inclusive, mentre quelli più piccoli si trovano nella parte sud della lunga spiaggia.
A sud del piccolo centro si trova il West End, con la suggestiva scogliera, dove sorgono gli hotel che godono di maggiore riservatezza.

## Geografia ed ecologia
La geografia della Giamaica è abbastanza varia. Sulla linea costiera occidentale si trovano le spiagge con la sabbia più fine dell'isola, fino ad arrivare alla lunga spiaggia di oltre 6 chilometri di Negril, nota come 7-Miles Beach (spiaggia di sette miglia) anche se ne misura poco più di 4.
All'interno, dove corre il fiume Negril, si trova una palude quasi impenetrabile chiamata Great Morass che si estende per 16 chilometri e costituisce il secondo ecosistema palustre della Giamaica.
Qui si trovano i coccodrilli americani e la riserva naturale della Palma Reale.
Le zone umide sono protette poiché contribuiscono al ciclo di crescita e formazione delle spiagge coralline.
Nel 1990, è stata fondata l'organizzazione senza scopo di lucro e non governativa per la conservazione della barriera corallina (NCRPS) Negril Coral Reef Preservation Society, per richiamare l'attenzione sulla degradazione continua dell'ecosistema marino.
Il parco marino di Negril è stato costituito ufficialmente il 4 marzo 1998 e interessa un'area totale di circa 160 chilometri quadrati ed è gestito dalla NCRPS dal 2002.

## Negril oggi
Attualmente Negril ha avuto un forte sviluppo urbano proprio sulla sua lunga spiaggia.
Le catene alberghiere specializzate nel turismo caraibico, hanno realizzato numerosi resort che stanno causando l'erosione delle coste.
La località, inoltre, sta diventando popolare meta dello spring break degli studenti americani.